# Cazaux-d'Anglès
Cazaux-d'Anglès is een gemeente in het Franse departement Gers (regio Occitanie) en telt 116 inwoners (1999). De plaats maakt deel uit van het arrondissement Auch.

## Geografie
De oppervlakte van Cazaux-d'Anglès bedraagt 12,0 km², de bevolkingsdichtheid is 9,7 inwoners per km².
De onderstaande kaart toont de ligging van Cazaux-d'Anglès met de belangrijkste infrastructuur en aangrenzende gemeenten.

## Demografie
Onderstaande figuur toont het verloop van het inwonertal (bron: INSEE-tellingen).